# Rue d'Issy (Vanves)
La rue d'Issy est une voie publique de la commune de Vanves, dans le département français des Hauts-de-Seine.

## Situation et accès
Cete rue commence son tracé au nord-ouest, dans l'axe de la rue de Vanves à Issy-les-Moulineaux. Elle croise l'avenue du Général-de-Gaulle et se termine place du Maréchal-de-Lattre-de-Tassigny, au carrefour de la rue Gaudray.

## Origine du nom
L'odonyme Issy est en référence à la commune d'Issy-les-Moulineaux à laquelle cette rue aboutit.

## Historique
Des fouilles archéologiques menées en 2016 à l'angle de la rue Pruvot, ont permis de mettre au jour les vestiges d’un bâtiment thermal, témoignent de l’occupation de ce secteur dès la période gallo-romaine. Y ont été aussi découverts les restes d'un atelier de potier datant du VIe siècle.

## Bâtiments remarquables et lieux de mémoire
- Prieuré Sainte-Bathilde de Vanves, édifié entre 1934 et 1936[5],[6].
- L'écrivain Bernard Moitessier y est décédé.